# Зиданий Мост
Зиданий Мост (словен. Zidani Most вимовляється [ˈziːdani ˈmoːst]; нім. Steinbrück) — поселення в общині Лашко, Савинський регіон, Словенія. Висота над рівнем моря: 204,5 м. назва зі словенської перекладається як «кам'яний міст».